# DNA polimerasi (DNA-dipendente)
Le DNA polimerasi (DNA-dipendente) sono enzimi appartenenti alla categoria delle transferasi, che catalizzano la seguente reazione:
deossinucleoside trifosfato + DNAn ⇄ difosfato + DNAn+1.
Questi enzimi sono in grado di sintetizzare da un filamento di DNA utilizzando come stampo (più conosciuto con il termine inglese "template") un altro filamento di DNA, generando quindi un filamento complementare al primo nel processo di replicazione.
Tutte le DNA polimerasi conosciute sintetizzano il nuovo filamento in direzione 5'- 3' aggiungendo deossiribonucleotidi (dNTP) al gruppo 3'-OH del deossiribosio del nucleotide precedente. Nessuna DNA-polimerasi è in grado di iniziare la sintesi di un filamento "da zero" (ex novo). Per questa ragione le DNA-polimerasi necessitano di un oligonucleotide (in inglese "primers") complementare al filamento templato. Questo primer è costituito da poche decine di nucleotidi e funge da innesco della reazione di amplificazione perché fornisce un gruppo idrossilico (-OH) in posizione 3' a cui la DNA polimerasi legherà il primo nucleotide del filamento neosintetizzato. Tali inneschi possono essere sia di DNA sia di RNA. Durante la replicazione in vivo tali inneschi di RNA sono forniti da una speciale RNA polimerasi detta primasi.
Questi inneschi verranno poi eliminati grazie ad alcuni tipi particolari di RNAsi, enzimi capaci di degradare l'RNA. Sarà poi compito dell'enzima DNA ligasi legare l'estremità 3' del nuovo tratto sintetizzato con l'estremità 5' del tratto di DNA precedente.
I retrovirus possiedono una particolare DNA-polimerasi chiamata transcrittasi inversa, che è una DNA-polimerasi RNA-dipendente (RdDp) ed è in grado di sintetizzare un filamento di DNA partendo da uno stampo di RNA.

## Attività esonucleasica
Alcune DNA polimerasi sono dotate di attività esonucleasica, vale a dire che sono in grado di rimuovere nucleotidi da un filamento di DNA. L'attività esonucleasica delle DNA polimerasi può avvenire in direzione 5'-3' o in direzione 3'-5'. Poiché la replicazione avviene in direzione 5'-3' allora l'attività esonucleasica 5'-3' (nella stessa direzione in cui viene sintetizzato il nuovo filamento) rimuove nucleotidi che si trovano a valle rispetto alla DNA polimerasi. L'attività esonucleasica 3'-5' (in direzione contraria alla sintesi del nuovo filamento) detta proofreading, permette di ridurre notevolmente il tasso d'errore della DNA polimerasi consentendo la rimozione di eventuali nucleotidi scorretti appena incorporati. In questo modo, la cellula diminuisce di molto l'incidenza di mutazioni (possibili future neoplasie) nel proprio DNA.

## DNA polimerasi procariotiche
Nei procarioti il termine DNA polimerasi può riferirsi a ciascuno dei 5 enzimi ad attività DNA polimerasica che hanno diverse funzioni nella replicazione del DNA.
Questi sono:
| Enzima             | Funzione                                              | Attività esonucleasica |
| DNA polimerasi I   | Riparazione del DNA, replicazione                     | 3'-5' e 5'-3'          |
| DNA polimerasi II  | Riparazione del DNA                                   | 3'-5'                  |
| DNA polimerasi III | complesso multimerico, principale fattore replicativo | 3'-5'                  |
| DNA polimerasi IV  | Riparazione del DNA, sintesi delle translesioni       | 3'-5'                  |
| DNA polimerasi V   | Riparazione del DNA, sintesi delle translesioni       | 3'-5'                  |

### DNA polimerasi V
È formata da due subunità, UnuC ed UnuD. Insieme alla DNA polimerasi IV, la DNA polimerasi V fa parte della famiglia Y.

## DNA polimerasi eucariotiche
Negli eucarioti le diverse DNA polimerasi sono nominate attraverso l'uso delle lettere dell'alfabeto greco. Le principali DNA polimerasi eucariotiche sono:
| Enzima           | Funzione                                                                                              | Attività esonucleasica |
| DNA polimerasi α | Primo allungamento degli inneschi di RNA durante la replicazione                                      | No                     |
| DNA polimerasi β | Riparazione del DNA e "gap filling"                                                                   | 5'-3'                  |
| DNA polimerasi γ | Replicazione del DNA mitocondriale                                                                    | 5'-3'                  |
| DNA polimerasi δ | Principale fattore replicativo, sintetizza il DNA sia sul filamento lagging che sul filamento leading | 3'-5'                  |
| DNA polimerasi ε | Replicazione del DNA, sintetizza il DNA sul filamento leading                                         | 3'-5'                  |
| DNA polimerasi η | Sintesi da translesione                                                                               | No                     |

### DNA polimerasi γ
Si occupa esclusivamente della replicazione del DNA mitocondriale. Per questo motivo essa risulta essere presente solo nella matrice mitocondriale interna.

### DNA polimerasi δ
Si occupa di eliminare i Primer ad RNA, mediante azione esonucleasica 5' -> 3', e di sostituirli con nucleotidi a DNA mediante azione polimerica 5' -> 3'. Agisce sul filamento lagging.

### DNA polimerasi ε
Si occupa della duplicazione del filamento leading di DNA, associata alla DNA polimerasi alfa. Possiede attività polimerica 5' -> 3'.

## Farmacologia
Essendo essenziale alla sintesi del DNA, il blocco farmacologico della DNA polimerasi α può essere sfruttato a scopo terapeutico.
Tra i farmaci antitumorali ne esiste uno in particolare che ha questa proprietà, la citarabina o citosina arabinoside, usata contro leucemie mieloidi acute, nei linfomi e a basso dosaggio nel mantenimento delle mielodisplasie.
La DNA polimerasi β, invece, è inibita da due coloranti, il verde naftocromo ed il mordente blu, entrambi derivati dal difenilmetano. A scopo di studio di laboratorio, sono stati identificati altri inibitori di questa polimerasi come lo NSC624548, che hanno permesso di studiare più in dettaglio le sue funzioni biologiche connesse alla riparazione del DNA.

## Curiosità
Nel 1989, in seguito al grande successo riscosso nella comunità scientifica dalla tecnica della PCR (reazione a catena della polimerasi), inventata qualche anno prima, la DNA polimerasi è stata insignita del titolo, istituito ad hoc, di "Molecola dell'anno".